# Tantilla moesta
Tantilla moesta – gatunek żyjącego w Ameryce Centralnej węża z rodziny połozowatych (Colubridae).

## Systematyka
Węże tego gatunku zaliczają się do rodziny połozowatych, do której zaliczano je od dawna. Starsze źródła również umieszczają Tantilla w tej samej rodzinie Colubridae. Używają jednak dawniejszej polskojęzycznej nazwy wężowate czy też węże właściwe, poza tym Colubridae zaliczają do infrapodrzędu Caenophidia, czyli węży wyższych. W obrębie rodziny rodzaj Tantilla wchodzi w skład podrodziny Colubrinae.

## Rozmieszczenie geograficzne
Zamieszkuje półwysep Jukatan w Meksyku, a prawdopodobnie oddzielna populacja także El Petén w Gwatemali. Prawdopodobnie gatunek ten żyje również w Belize, jednakże nie jest to obecnie pewne.
Żyje na wysokości od 0 do około 200 m nad poziomem morza.
Siedliska, w jakich można go spotkać, obejmują lasy cierniste, tropikalne lasy liściaste oraz tropikalne lasy wiecznie zielone. Radzi sobie w lasach zdegradowanych przez człowieka, ale nie w siedliskach zamieszkanych przez ludzi.

## Zagrożenia i ochrona
Nie należy do pospolitych węży. Jego liczebność utrzymuje się na stabilnym poziomie.
Zamieszkuje kilka obszarów chronionych, nie wymienia się żadnych zagrożeń dla gatunku.